# Пеньковка
Пеньковка (рос. Пеньковка) — станція Могочинського регіону Забайкальської залізниці Росії, розташована на дільниці Куенга — Бамівська між станціями Артеушка (відстань — 21 км) і Роздольне (23 км). Відстань до ст. Куенга — 348 км, до ст. Бамівська — 401 км; до транзитного пункту Каримська — 580 км.